# Musaranyes d'orelles petites
Les musaranyes d'orelles petites (Cryptotis) són un gènere de musaranyes viuen en les regions compreses entre el nord de Mèxic i el Perú i l'oest de Veneçuela.

## Taxonomia
- C. alticola
- C. aroensis
- C. avia
- C. brachyonyx
- C. cavatorculus
- C. celaque
- C. colombiana
- C. dinirensis
- C. eckerlini
- C. endersi
- C. equatoris
- C. evaristoi
- C. goldmani
- C. goodwini
- C. gracilis
- C. griseoventris
- C. hondurensis
- C. lacandonensis
- C. lacertosus
- C. magna
- C. mam
- C. matsoni
- C. mayensis
- C. mccarthyi
- C. medellinia
- C. mera
- C. meridensis
- C. merriami
- C. mexicana
- C. montecristo
- C. monteverdensis
- C. montivaga
- C. niausa
- C. nelsoni
- C. nigrescens
- C. obscura
- C. oreoryctes
- C. orophila
- C. parva
- C. peregrina
- C. perijensis
- C. peruviensis
- C. phillipsii
- C. squamipes
- C. tamensis
- C. thomasi
- C. tropicalis
- C. venezuelensis